# Cuncy-lès-Varzy
Cuncy-lès-Varzy település Franciaországban, Nièvre megyében. Lakosainak száma 122 fő (2022. január 1.). Cuncy-lès-Varzy Saint-Pierre-du-Mont, Ouagne, Saint-Germain-des-Bois, Beuvron, Parigny-la-Rose, Varzy és Villiers-le-Sec községekkel határos.

## Népesség
A település népességének változása:
| Lakosok száma | 137  | 132  | 127  | 126  | 127  | 126  | 124  | 122  |
|               | 2013 | 2015 | 2017 | 2018 | 2019 | 2020 | 2021 | 2022 |